# 出醜效應
出醜效應（英語：Pratfall effect）也稱仰巴腳效應、犯錯誤效應或白璧微瑕效應，在社会心理学中指個人犯錯後人際吸引力發生變化的趨勢，這取決於個人的感知能力。特別的是，有能力的人在犯錯後往往會變得更加討人喜歡。但普通人即便犯了同樣的錯誤，也往往會變得不那麼討人喜歡。最初是由埃利奥特·阿伦森於1966年描述。此後已進行了大量研究，以分離性別、自尊和錯誤嚴重程度對吸引力和討人喜歡度變化的影響。當用作一種行銷形式時，偶爾被稱為瑕不掩瑜效應（Blemishing effect），出醜效應的概括通常用於解釋犯錯誤所帶來的違反直覺的好處。